# Cornbury Park
Cornbury Park var en civil parish från 1858 till 1949 då den blev en del av Cornbury and Wychwood, i grevskapet Oxfordshire, i England. Civil parish var belägen 20 km från Oxford och hade 82 invånare år 1931. Byn nämndes i Domedagsboken (Domesday Book) år 1086, och kallades då Corneberie.